# الیسون جی۳۳
الیسون جی۳۳ (به انگلیسی: Allison J33) یک موتور هواگرد ساختِ کارخانهٔ جی‌ئی اوییشن در کشور ایالات متحده آمریکا است.